# De Duinboeren
De Duinboeren is een organisatie van ongeveer 170 boeren die rondom het nationaal park de Loonse en Drunense Duinen wonen en werken.
In 1995 werd deze organisatie opgericht. De organisatie de Duinboeren wordt geleid door 7 leden van de organisatie die samen het bestuur vormen en zij wordt ondersteund door een aantal professionele medewerkers. De organisatie is opgericht om het economisch toekomstperspectief te behouden en te versterken in het gebied rondom het Nationaal park. In het verleden hebben de agrariërs het gebied rondom het nationaal park gemaakt en onderhouden. Om de waardevolle natuur in het gebied te behouden zullen de agrarische bedrijven zich moeten aanpassen. De leden van de Duinboeren willen hier graag aan mee werken en realiseren zich dat het nodig is om zorgvuldig om te gaan met het waardevolle gebied. 
De Duinboeren willen actief inspelen op de nieuwe vraag en eisen die komen vanuit de samenleving en de markt. Verschillende projecten worden gestart om met de agrariërs tot nieuwe initiatieven en ideeën te komen, zoals in de afgelopen jaren enkele bedrijven met agrotoerisme en met zorgverlening zijn gestart. De projecten worden altijd door een boerenprojectleider getrokken en meestal begeleid door een van de professionele medewerkers. 
Een van deze projecten is uitgegroeid tot een dochteronderneming genaamd “Goed bekeken bij de Duinboeren achterom”. Bij deze dochteronderneming (rechtspersoon: vereniging) zijn leden van de Duinboeren aangesloten die naast de agrarische bedrijfstak ook diensten aanbieden op het gebied van agrotoerisme. Deze vereniging heeft een eigen bestuur en organiseert verschillende activiteiten ter promotie van de aangesloten bedrijven. 